# Intu Properties
Intu Properties (vormals Liberty International, vormals Capital Shopping Centres) ist ein Immobilien-, Investment- und Versicherungsunternehmen mit Firmensitz in London, Großbritannien und war gelistet an der London Stock Exchange im FTSE 250 Index. Das Unternehmen hat sich zu einem führenden britischen Anbieter von Lebensversicherungen und Rentenfonds in den 1980er Jahren entwickelt.
Intu Properties besitzt Immobilieninvestments in den beiden Bereichen: Capital Shopping Centres und Capital & Counties. Hierzu gehören das Braehead in Glasgow und das MetroCenter in Gateshead, das St. David´s in Cardiff und eine Reihe weiterer Shoppingcenter. Liberty International wurde 1980 von Sir Donald Gordon gegründet und beschäftigt gegenwärtig rund 507 Mitarbeiter. Seit 2013 firmiert es als Intu Properties plc.